# Jabłonica Polska
Jabłonica Polska est une localité polonaise de la gmina de Haczów, située dans le powiat de Brzozów en voïvodie des Basses-Carpates.